# Kerncentrale Grevelingen
De kerncentrale Grevelingen (Frans: Centrale nucléaire de Gravelines) is een kerncentrale in de Franse stad Grevelingen op ongeveer 20 km van Duinkerke en Calais, nabij de Noordzee. Het is een van de oudste Franse kerncentrales die nog in bedrijf is.
De kerncentrale bevindt zich op 30 km van de Belgische grens. Hij valt hiermee buiten de veiligheidszone die in België rond kerncentrales aangehouden wordt.
Er gebeurden nog geen incidenten (INES-schaal 2 of hoger) in deze centrale.

## Vermogen
De centrale omvat zes reactoren, elk van 900 MW. Twee ervan werden opgestart in 1980, twee in 1981 en twee in 1985. Deze laatste twee reactoren waren eigenlijk bedoeld voor levering aan Iran, maar na de Iraanse Revolutie in 1979, is de bestelling geannuleerd en kwamen deze beschikbaar als Gravelines 5 en Gravelines 6. De centrale heeft een capaciteit van 5,4 GW. Hiermee is het de op een na grootste ter wereld.
De centrale gebruikt water uit de Noordzee als koeling. Het opgewarmde zeewater wordt deels gebruikt voor aquacultuur. Een ander deel van de warmte die door de centrale wordt geproduceerd, wordt gebruikt voor warmtedistributie.
| Reactor       | Type             | Netto- vermogen | Brutto- vermogen | Start bouw | Synchronisatie met het net | Commercieel in bedrijf |
| ------------- | ---------------- | --------------- | ---------------- | ---------- | -------------------------- | ---------------------- |
| Grevelingen 1 | Drukwaterreactor | 910 MW          | 951 MW           | 01.02.1975 | 13.03.1980                 | 25.11.1980             |
| Grevelingen 2 | Drukwaterreactor | 910 MW          | 951 MW           | 01.03.1975 | 26.08.1980                 | 01.12.1980             |
| Grevelingen 3 | Drukwaterreactor | 910 MW          | 951 MW           | 01.12.1975 | 12.12.1980                 | 01.06.1981             |
| Grevelingen 4 | Drukwaterreactor | 910 MW          | 951 MW           | 01.04.1976 | 14.06.1981                 | 01.10.1981             |
| Grevelingen 5 | Drukwaterreactor | 910 MW          | 951 MW           | 01.10.1979 | 28.08.1984                 | 15.01.1985             |
| Grevelingen 6 | Drukwaterreactor | 910 MW          | 951 MW           | 01.10.1979 | 01.08.1985                 | 25.10.1985             |